# Jürgen Ponto
 Der er for få eller ingen kildehenvisninger i denne artikel, hvilket er et problem. Du kan hjælpe ved at angive troværdige kilder til de påstande, som fremføres i artiklen.

Jürgen Ponto (født 17. december 1923 i Bad Nauheim, død 30. juli 1977 i Frankfurt am Main) var en tysk jurist og administrerende direktør for Dresdner Bank, der blev dræbt af medlemmer af Rote Armee Fraktion i begivenhederne, der ledte til det tyske efterår.
Ponto, der var ud af en købmandsfamilie fra Hamburg, blev efter jurastudiet ansat som chefjurist i Dresdner Bank. Som 43-årig blev han direktør og var særligt optaget af at udvide bankens internationale forbindelser. Samtidig fungerede han som rådgiver for kansler Helmut Schmidt. Hans fremtrædende stilling i den tyske bankverden gjorde ham til et interessant mål for Rote Armee Fraktion. 
Susanne Albrecht, der var Pontos guddatter, ringede den 29. juli 1977 til Ponto og bad om at få lov til at besøge ham den følgende dag. Hun ankom til hans hjem den 30. juli omkring kl. 17.10 sammen med to ukendte fremmede (senere identificeret som Brigitte Mohnhaupt og Christian Klar), som Ponto intetanende åbnede døren for. Albrecht gav derefter Pontos hustru en buket røde roser. I løbet af den første ordveksling blev det hurtigt klart, at det drejede sig om et forsøg på at bortføre ham. Ponto gjorde modstand, hvorefter det kom det håndgemæng, og der blev affyret skud mod Ponto; først affyrede Klar et skud og dernæst skød Mohnhaupt fem gange. Terroristerne flygtede, og Ponto døde nogle timer senere af sine kvæstelser på Universitätsklinik Frankfurt. Befrielsesbevægelsen Aktion Roter Morgen påtog sig samme dag ansvaret for handlingen, og opgav Susanne Albrecht, Brigitte Mohnhaupt, Christian Klar og Peter-Jürgen Boock som de ansvarlige. Sidstnævntes rolle var som chauffør; under selve attentatet ventede han i bilen. 